# Salman Khan
Salman Khan (n. 27 decembrie 1965, Indore, India) este un actor indian, producător de filme, ocazional, cântăreț și personalitate de televiziune.